# Eparchia dońska i nowoczerkaska
Eparchia dońska i nowoczerkaska – eparchia Rosyjskiego Kościoła Prawosławnego istniejąca w latach 1829–1943, następnie przekształcona w eparchię rostowską i nowoczerkaską.

## Historia
Eparchia powstała 5 kwietnia 1829 jako eparchia nowoczerkaska i gieorgijewska przez wydzielenie z eparchii woroneskiej. Obejmowała terytoria Obwodu Wojska Dońskiego, obszar Kozaków czarnomorskich i obwód kaukaski. 
W dniu 11 stycznia 1830 eparchia podniesiona została do rangi arcybiskupstwa.
Ukazem z 17 lipca 1842 z diecezji nowoczerkaskiej wydzielono eparchię kaukaską i czarnomorską obejmującą na obszar Kozaków czarnomorskich oraz północny Kaukaz. Samą zaś eparchię przemianowano na dońską i nowoczerkaską. Siedziba biskupa znajdowała się w Nowoczerkasku.
W 1901 w diecezji znajdowało się 586 cerkwi, 4 monastery 4 (dwóch męskie i dwa żeńskie), szkoły, Kościół, 923 szkoły cerkiewne, do których uczęszczało 41 712 uczniów (w tym prawie 15 tys. dziewcząt) oraz 485 parafialnych zakładów opiekuńczych. Funkcjonowało jedno seminarium duchowne, dwie niższe szkoły duchowne (w Nowoczerkasku i w stanicy Ust'-Miedwiedicka) oraz eparchialna szkoła dla dziewcząt.
W 1934 zamknięto sobór Wniebowstąpienia Pańskiego w Nowoczerkasku, a działalność eparchii faktycznie ustała.
W czasie okupacji niemieckiej były arcybiskup rostowski Mikołaj (Amasijski) z własnej inicjatywy przejął kontrolę nad diecezją dońską i nominalnie włączył ją do Ukraińskiego Autonomicznego Kościoła Prawosławnego działającego pod zwierzchnictwem arcybiskupa Aleksego. W przeddzień zajęcia Rostowa przez Armię Czerwoną abp Mikołaj udał się do Rumunii. W 1943 r. parafie eparchii dońskiej weszły w skład eparchii rostowskiej i nowoczerkaskiej.

## Inne prawosławne eparchie dońskie
Nazwę „dońska” nosiły lub nadal noszą inne eparchie prawosławne:
- eparchia dońska Żywej Cerkwi funkcjonująca w latach 1922–1934[3];
- eparchia dońska i kaukaska Rosyjskiej Prawosławnej Cerkwi Staroobrzędowej istniejąca od 1855. Katedrą biskupią jest sobór Opieki Matki Bożej (Pokrowski) w Rostowie nad Donem. Urząd biskupa dońskiego i kaukaskiego sprawuje obecnie Zosima (Jeremiejew)[4].

## Biskupi
nowoczerkascy i gieorgijewscy (1829–1842)
- Atanazy (Tielatiew) (5 kwietnia 1829 – 17 października 1842)

dońscy i nowoczerkascy (1842–1835)
- Ignacy (Siemionow) (17 października 1842 – 13 stycznia 1847)
- Jan (Dobrozrakow) (13 stycznia 1847 – 6 marca 1867)
- Platon (Gorodiecki) (9 marca 1867 – 25 kwietnia 1877)
- Aleksander (Dobrynin) (25 kwietnia 1877 – 22 maja 1879)
- Mitrofan (Wicynski) (23 maja 1879 – 19 listopada 1887)
- Makary (Mirolubow) (5 grudnia 1887 – 30 kwietnia 1894)
- Donat (Babinski-Sokołow) (30 kwietnia – 12 listopada 1894)
- Atanazy (Parchomowicz) (12 listopada 1894 – 16 września 1908)
- Włodzimierz (Sieńkowski) (16 września 1908 – 11 lipca 1914)
- Mitrofan (Simaszkiewicz) (10 stycznia 1915 – 1925)
- Dymitr (Dobrosierdow) (1925)
  - Hiob (Rogożyn), biskup ust'-miedwiedicki, wikariusz doński (1926)
- Amfilochiusz (Skworcow), biskup nominat (1928, do 27 kwietnia), nie objął katedry
  - Serafim (Protopopow), biskup aksajski, wikariusz doński (27 kwietnia – 27 czerwca 1928)
- Antoni (Romanowski) (12 marca 1929—1930)
  - Symeon (Michajłow), biskup kamieński, wikariusz doński (13 maja – czerwiec 1932)
  - Włodzimierz (Gorkowski), biskup kamieński, wikariusz (locum tenens) doński  (11 sierpnia – październik 1932)
  - Aleksander (Rajewski), biskup kamieński, wikariusz (locum tenens) doński  (23 października 1932 – 16 lutego 1933)
  - Józef (Czernow), biskup taganroski, administrator doński (16 lutego 1933 – styczeń 1935)
- Mikołaj (Amasijski), jednocześnie arcybiskup rostowski (1942–1943)